# 保坂孝
保坂 孝（ほさか たかし、1964年5月5日 - ）は、日本のサッカー選手およびサッカー指導者である。

## 略歴
サッカーの街として知られる山梨県韮崎市生まれ。韮崎市立韮崎東中学校時代に羽中田昌を擁する甲府市立西中学校と出場権をかけて対戦し、全国中学校サッカー大会出場を果たした後、サッカーの古豪である地元の山梨県立韮崎高等学校に進学。ライバルである羽中田や1学年上の大柴剛とともに「H2Oトリオ」として脚光を浴び、全国高校サッカー選手権において1年次はベスト4、2年次は準優勝に輝く。大柴が卒業し、羽中田が腎臓病で出場機会が限られていた3年次の大会でも決勝まで勝ち上がり、清水東三羽烏擁する静岡県立清水東高等学校と優勝を争った（結果は準優勝）。
高校卒業後は筑波大学サッカー部を経て東芝サッカー部でプレー。引退後はJFA 公認B級コーチを取得し、ヴァンフォーレ甲府のユースチーム監督やトップチームコーチとして指導していた。2009年より高校時代の師である横森巧が総監督として率いている山梨学院大学サッカー部コーチに就任。

## 所属クラブ
- 韮崎市立韮崎東中学校
- 山梨県立韮崎高等学校
- 筑波大学
- 東芝サッカー部

## 個人成績
日本サッカーリーグ1部成績
| 国内大会個人成績 | 国内大会個人成績 | 国内大会個人成績 | 国内大会個人成績 | 国内大会個人成績             | 国内大会個人成績 | 国内大会個人成績  | 国内大会個人成績  | 国内大会個人成績 | 国内大会個人成績 | 国内大会個人成績 | 国内大会個人成績 |
| 年度             | クラブ           | 背番号           | リーグ           | リーグ戦                     | リーグ戦         | リーグ杯          | リーグ杯          | オープン杯       | オープン杯       | 期間通算         | 期間通算         |
| 年度             | クラブ           | 背番号           | リーグ           | 出場                         | 得点             | 出場              | 得点              | 出場             | 得点             | 出場             | 得点             |
| 日本             | 日本             | 日本             | 日本             | リーグ戦                     | リーグ戦         | JSL杯             | JSL杯             | 天皇杯           | 天皇杯           | 期間通算         | 期間通算         |
| ---------------- | ---------------- | ---------------- | ---------------- | ---------------------------- | ---------------- | ----------------- | ----------------- | ---------------- | ---------------- | ---------------- | ---------------- |
| 1987             | 東芝             | 17               | JSL2部           | 8                            | 1                | 3                 | 0                 |                  |                  |                  |                  |
| 1988-89          | 東芝             | 17               | JSL2部           | 21                           | 5                | 0                 | 0                 |                  |                  |                  |                  |
| 1989-90          | 東芝             | 17               | JSL1部           | 17                           | 1                | 2                 | 0                 |                  |                  |                  |                  |
| 1990-91          | 東芝             | 17               | JSL1部           | 6                            | 3                | 0                 | 0                 |                  |                  |                  |                  |
| 1991-92          | 東芝             | 17               | JSL1部           | 11                           | 1                | 0                 | 0                 |                  |                  |                  |                  |
| 1992             | 東芝             | 17               | 旧J1             | 3                            | 1                | -                 | -                 |                  |                  |                  |                  |
| 通算             | 日本             | 日本             | JSL1部           | 34                           | 5                | 2                 | 0\|\|\|\|\|\|\|\| |                  |                  |                  |                  |
| 通算             | 日本             | 日本             | JSL2部           | 29                           | 6                | 3                 | 0\|\|\|\|\|\|\|\| |                  |                  |                  |                  |
| 通算             | 日本             | 日本             | 旧J1             | 3                            | 1                | -\|\|\|\|\|\|\|\| | -\|\|\|\|\|\|\|\| |                  |                  |                  |                  |
| 総通算           | 総通算           | 総通算           | 総通算           | \|\|\|\|\|\|\|\|\|\|\|\|\|\| |                  |                   |                   |                  |                  |                  |                  |

その他の公式戦
- 1991年
  - コニカカップ 5試合0得点

- JSL（1部）初出場：1989年10月15日 対NKK戦（三ツ沢球技場）
- JSL（1部）初得点：1989年11月26日 対日立製作所戦（西が丘サッカー場）

## 指導者歴
- 1999年-2008年 - ヴァンフォーレ甲府
  - 1999年-2000年 - ジュニアユースチーム監督
  - 2001年 - ユースチーム監督
  - 2002年-2004年 - トップチームコーチ
  - 2005年-2008年 - ユースチーム監督
- 2009年-現在 - 山梨学院大学コーチ